# Zhao Jun
Zhao Jun (Xinès simplificat: 赵骏; Xinès tradicional: 趙駿; pinyin: Zhào Jùn; nascut al 12 de desembre de 1986 a Jinan, Shandong) és un jugador d'escacs xinès que té el títol de Gran Mestre des del 2004, a l'edat de 17 anys. Forma part pel Club d'Escacs Shandong a la Lliga d'escacs de la Xina (CCL).
A la llista d'Elo de la FIDE del juny de 2020, hi tenia un Elo de 2638 punts, cosa que en feia el jugador número 11 (en actiu) de la Xina, i el número 167 del rànquing mundial. El seu màxim Elo va ser de 2641 punts, a la llista del setembre de 2019.

## Resultats destacats en competició
Va aconseguir la seva primera norma de GM el febrer de 2004 a l'Aeroflot Open jugat a Moscou on va fer 5 punts de 9 (amb una performance de 2613). La segona norma la va aconseguir a l'abril de 2004 al Campionat de la Xina per equips masculí a Jinan on va fer 7 punts de 10 (amb una performance de 2652). La tercera norma la va aconseguir el novembre de 2004 al Campionat del Món juvenil a Kochi on fou tercer amb 9½ punts de 13 (amb una performance de 2633).
Va competir a la Copa del Món de 2007, on va eliminar Pendyala Harikrishna a la primera ronda, però llavors fou eliminat del torneig en perdre contra Liviu-Dieter Nisipeanu a la segona ronda.
El gener de 2015 va guanyar el 90è Torneig Hastings amb una puntuació de 8/9, un punt d'avantatge respecte als segons classificats. El 2015 fou cinquè al Campionat de la Xina. El setembre de 2015 va participar en la Copa del Món de 2015 on fou eliminat a la primera ronda per Ian Nepómniasxi.